# 城昌茂
城 昌茂（じょう まさしげ）は、戦国時代から江戸時代にかけての武将。武田氏に仕えていたが、武田家没落後は徳川氏の旗本となる。小牧・長久手の戦い、大坂の陣に参陣。城景茂の子。

## 経歴・人物
父城景茂と共に武田氏に仕えていた。
天正10年（1582年）甲州征伐で武田家が滅びると、父城景茂と共に徳川家康に拝謁し、以後徳川家に仕えた。のち天正12年（1584年）小牧・長久手の戦い参陣、6000石の旗本となる。
慶長19年(1614年)の大坂冬の陣で奏者番(軍監)を務めたが、森忠政を諫められず、監督責任を問われ、近江国石山寺に寛永3年(1626年)まで蟄居となった。江戸に戻る途中、信濃にて死去。
陣屋は熊谷市石原にあった。墓所は東漸寺(熊谷市)。